# ماهوي سوري
ماهوي سوري، كان مرزبان مرو الشاهجان في عهد آخر ملوك الساسانيين يزدجرد الثالث.

## سيرة
يعتقد أن ماهوي كان من عائلة سورن، إحدى العشائر الفرثية السبع للدولة الساسانية.  أثناء الفتح الإسلامي لفارس، لجأ يزدجرد الثالث إلى مرو. عندما وصل إلى المدينة مع قائد جيشه فارخزاد، استقبلهم ماهوي بحفاوة. ومع ذلك، لم يبق فروخزاد طويلاً وتمرد ضد يزدجرد وغادر المدينة.  استغل ماهوي هذه الفرصة للتآمر سراً مع الحاكم الهياطلي نيزك ضد يزدجرد، الذي اكتشف المؤامرة وفر من مرو. وفي نهاية المطاف، تم اغتيال يزدجرد في طاحونة على يد مرتزق أرسله ماهوي. 
في هذه الأثناء، كان المسلمون يستولون على الأجزاء الشرقية من فارس، واضطر ماهوي في النهاية إلى عقد سلام مع المسلمين وأداء الجزية. في عهد الخليفة الراشد علي بن أبي طالب (656-661)، توجه ماهوي إلى الكوفة وأثناء الرحلة، ثار سكان خراسان، الذين كرهوا حكم ماهوي، واختفى ذكره في أي مصدر بعد ذلك.